# Клонирование человека
Клони́рование челове́ка — прогнозируемая методология, заключающаяся в создании эмбриона и последующем выращивании из эмбриона людей, имеющих генотип того или иного индивида, ныне существующего или ранее существовавшего.
Термины клон, клонирование первоначально использовались в микробиологии и селекции, после — в генетике, в связи с успехами которой и вошли в общее употребление. На 2016 год нет документально подтверждённых свидетельств того, что кому-то удалось создать клон человека.

## Технология
Наиболее успешным из методов клонирования высших животных оказался метод «переноса ядра». Именно он был применён для клонирования овцы Долли в Шотландии, которая прожила шесть с половиной лет и оставила после себя 6 ягнят.
Однако через какое-то время в Independent вышло опровержение этого эксперимента со ссылкой на Nature Genetics, которые одними из первых сообщили об успешном клонировании овцы. 
Так называемая технология расщепления эмбриона хотя и должна давать генетически идентичных между собой индивидов, не может обеспечить их идентичности с «родительским» организмом, и поэтому технологией клонирования в точном смысле слова не является и как возможный вариант не рассматривается.

## Подходы к клонированию человека

### Репродуктивное клонирование человека
Репродуктивное клонирование встречается со множеством этических, религиозных, юридических проблем, которые сегодня ещё не имеют очевидного решения. Во многих государствах работы по репродуктивному клонированию запрещены на законодательном уровне.

### Терапевтическое клонирование человека
Терапевти́ческое клони́рование челове́ка — предполагает, что развитие эмбриона останавливается на ранних стадиях, а сам эмбрион используется как продукт для получения стволовых клеток.
Законодатели многих стран[уточнить] опасаются, что легализация терапевтического клонирования приведёт к его переходу в репродуктивное. Однако в некоторых странах (США, Великобритания) терапевтическое клонирование разрешено.

## Препятствия клонированию

### Технологические трудности и ограничения
Самым принципиальным ограничением является невозможность повторения сознания, а это значит, что речь не может идти о полной идентичности личностей, как это показывается в некоторых кинофильмах, но только об условной идентичности, мера и граница которой ещё подлежит исследованию, но для опоры за базис берётся идентичность однояйцевых близнецов.
Невозможность достичь стопроцентной чистоты опыта обуславливает некоторую неидентичность клонов, по этой причине снижается практическая ценность клонирования.

### Социально-этический аспект
Опасения вызывают такие моменты, как большой процент неудач при клонировании и связанные с этим возможности появления неполноценных людей. А также вопросы отцовства, материнства, наследования, брака и многие другие.

### Этико-религиозный аспект
С точки зрения основных мировых религий (христианство, ислам, буддизм, иудаизм), клонирование человека является или проблематичным актом, или актом, выходящим за рамки вероучения и требующим у богословов чёткого обоснования той или иной позиции религиозных иерархов.
Ключевым моментом, который вызывает наибольшее неприятие, является цель клонирования — искусственное создание жизни противоестественным способом, что является попыткой переделать механизмы, с точки зрения религии, созданные богом.
Также важным отрицательным моментом является создание человека лишь для немедленного умерщвления при терапевтическом клонировании, и практически неизбежное при современных методиках создание сразу нескольких идентичных клонов (как и при ЭКО), которые практически всегда убиваются.
Точку зрения части буддистов выразил Далай-лама XIV:

Что касается клонирования, то, как научный эксперимент, оно имеет смысл, если принесёт пользу конкретному человеку, но, если применять его сплошь и рядом, в этом нет ничего хорошего.

### Биологическая безопасность
Обсуждаются вопросы биологической безопасности клонирования человека, в частности, долгосрочная непредсказуемость генетических изменений.

### Законодательство о клонировании человека
В некоторых государствах использование данных технологий применительно к человеку официально запрещено — Франция, Германия, Япония, Россия. Эти запреты, однако, не означают намерения законодателей названных государств воздерживаться от применения клонирования человека в будущем, после детального изучения молекулярных механизмов взаимодействия цитоплазмы ооцита-реципиента и ядра соматической клетки-донора, а также совершенствования самой техники клонирования.

#### 1996—2001
Единственный международный акт, устанавливающий запрет клонирования человека, — Дополнительный Протокол к Конвенции о защите прав человека и человеческого достоинства в связи с применением биологии и медицины, касающийся запрещения клонирования человеческих существ, который подписали 12 января 1998 г. 24 страны из 43 стран-членов Совета Европы (сама Конвенция принята Комитетом министров Совета Европы 4 апреля 1997 г.). 1 марта 2001 г. после ратификации 5 странами этот Протокол вступил в силу.

#### 2005
19 февраля 2005 г. Организация Объединённых Наций призвала страны-члены ООН принять законодательные акты, запрещающие все формы клонирования, так как они «противоречат достоинству человека» и выступают против «защиты человеческой жизни». Декларация ООН о клонировании человека, принятая резолюцией 59/280 Генеральной Ассамблеи от 8 марта 2005 г., содержит призыв к государствам-членам запретить все формы клонирования людей в такой мере, в какой они несовместимы с человеческим достоинством и защитой человеческой жизни.
В ходе дискуссии на уровне ООН рассматривалось несколько вариантов декларации: Бельгия, Британия, Япония, Южная Корея, Россия и ряд других стран предлагали оставить вопрос о терапевтическом клонировании на усмотрение самих государств; Коста-Рика, США, Испания и ряд других выступили за полный запрет всех форм клонирования.

#### Уголовная ответственность
В настоящее время в мире активно развернулся процесс криминализации клонирования человека. В частности, такие составы включены в новые уголовные кодексы Испании 1995 г., Сальвадора 1997 г., Колумбии 2000 г., Эстонии 2001 г., Мексики (федеральный округ) 2002 г., Молдовы 2002 г., Румынии 2004 г. В Словении соответствующая поправка в УК внесена в 2002 г., в Словакии — в 2003 г.
Во Франции дополнения в Уголовный кодекс, предусматривающие ответственность за клонирование, были внесены в соответствии с Законом о биоэтике от 6 августа 2004 г.
В некоторых странах (Бразилия, Германия, Великобритания, Япония) уголовная ответственность за клонирование установлена специальными законами. Так, например, Федеральный закон ФРГ о защите эмбрионов 1990 г. называет преступлением создание эмбриона, генетически идентичного другому эмбриону, происходящему от живого или мёртвого лица.
В Великобритании соответствующие уголовные нормы содержит Закон о репродуктивном клонировании человека 2001 г. (Human Reproductive Cloning Act 2001), который предусматривает санкцию в виде 10 лет лишения свободы. При этом терапевтическое клонирование человека разрешено.
В США запрет на клонирование впервые был введён в 1980 г. В 2003 г. Палата представителей Конгресса США приняла закон (Human Cloning Prohibition Act of 2003), по которому клонирование, нацеленное как на размножение, так и на медицинские исследования и лечение, рассматривается как преступление с возможным 10-летним тюремным заключением и штрафом в 1 млн долларов. В январе 2009 года запрет на терапевтическое клонирование был снят.
В Японии парламентом 29 ноября 2000 г. был принят «Закон, регулирующий применение технологии клонирования человека и других сходных технологий», содержащий уголовные санкции.

#### Клонирование человека в России
Хотя Россия и не участвует в вышеуказанных Конвенции и Протоколе, она не осталась в стороне от мировых тенденций, ответив на вызов времени принятием Федерального закона «О временном запрете на клонирование человека» от 20 мая 2002 г. № 54-ФЗ.
Как было указано в его преамбуле, закон вводил запрет на клонирование человека, исходя из принципов уважения человека, признания ценности личности, необходимости защиты прав и свобод человека и учитывая недостаточно изученные биологические и социальные последствия клонирования человека. С учётом перспективы использования имеющихся и разрабатываемых технологий клонирования организмов, предусматривается возможность продления запрета на клонирование человека или его отмены по мере накопления научных знаний в данной области, определения моральных, социальных и этических норм при использовании технологий клонирования человека.
Под клонированием человека в Законе понимается «создание человека, генетически идентичного другому живому или умершему человеку, путём переноса в лишённую ядра женскую половую клетку ядра соматической клетки человека», то есть речь идет только о репродуктивном, а не терапевтическом клонировании.
Согласно ст. 4 Закона, лица, виновные в его нарушении, несут ответственность в соответствии с законодательством Российской Федерации.
Согласно ст. 1 Закона, временный запрет вводился на пять лет, который истёк в июне 2007 года, и в последующие два года вопрос клонирования человека никак не регулировался российским законодательством. Однако в конце марта 2010 г. запрет на клонирование человека в России был продлён путём принятия в ст. 1 Закона поправки, продлевающую запрет на клонирование человека на неопределённый срок — до вступления в силу закона, устанавливающего порядок применения биотехнологий в этой области.
Причина запрета указывается в пояснительной записке к законопроекту: «Клонирование человека встречается с множеством юридических, этических и религиозных проблем, которые на сегодняшний день ещё не имеют очевидного разрешения».
В новой редакции статьи оговорено, что запрет не распространяется на клонирование организмов в иных целях.
Некоторые политические деятели выразили сожаление по поводу продления запрета на клонирование человека. В частности, депутат Госдумы Владимир Жириновский заявил:

Обязательно будем добиваться, чтобы снять запреты на клонирование людей — это нужно для экономики, для демографии, для семьи, для традиций, это только польза, тут вреда никакого нет.

6 декабря 2010 года Минздравсоцразвития объявил о намерении провести через Думу Федеральный закон «О биомедицинских клеточных технологиях». Этим законом вводится бессрочный запрет на клонирование человека (гл.1, ст. 5, п. 7).
В ответ на это блогеры организовали акцию по сбору подписей против запрета на клонирование человека с целью добиться отмены запретов на клонирование человека и использование эмбриональных стволовых клеток, а также — пересмотр системы регулирующих правил в сторону их упрощения.

#### Клонирование человека в Австралии
В декабре 2006 года в Австралии был снят запрет на клонирование человеческого эмбриона. Но использование эмбрионов, не пригодившихся при экстракорпоральном оплодотворении, а также создание и использование других эмбрионов в исследованиях, запрещено законодательством Австралии. Под запретом находится и клонирование человека в репродуктивных целях.
В сентябре 2008 года правительство Австралии выдало лицензию, разрешающую ученым создавать клонированные эмбрионы человека для получения эмбриональных стволовых клеток.

## Идентичность клонов
Вопреки распространённому заблуждению, клон, как правило, не является полной копией оригинала, так как при клонировании копируется только генотип, а фенотип не копируется (генотип + внешняя среда + случайные изменения → фенотип).
Более того, даже при развитии в одинаковых условиях клонированные организмы не будут полностью идентичными, так как существуют случайные отклонения в развитии. Это доказывает пример естественных клонов человека — монозиготных близнецов, которые обычно развиваются в весьма сходных условиях. Родители и друзья могут различать их по расположению родинок, небольшим различиям в чертах лица, голосу и другим признакам. Они не имеют идентичного ветвления кровеносных сосудов, также далеко не полностью идентичны их папиллярные линии. Хотя конкордантность многих признаков (в том числе связанных с интеллектом и чертами характера) у монозиготных близнецов обычно гораздо выше, чем у дизиготных, она далеко не всегда стопроцентная.